# Pentti Linkola
Kaarlo Pentti Linkola (ur. 7 grudnia 1932 w Helsinkach, zm. 5 kwietnia 2020 w Valkeakoski) – fiński głęboki ekolog, pisarz, ornitolog, przyrodnik i rybak. Laureat nagrody im. Eino Leino w 1983 r.

## Życiorys
Linkola urodził się 7 grudnia 1932 roku. Dorastał w Helsinkach, a latem mieszkał w Kariniemi w Tyrväntö na farmie swojego dziadka ze strony matki, Hugo Suolahti. Jego ojciec, Kaarlo Linkola, był botanikiem, fitogeografem i rektorem Uniwersytetu Helsińskiego, a jego dziadek Hugo pracował jako kanclerz tego samego uniwersytetu. Przyrodni brat Linkoli, Anssi, zginął podczas wojny kontynuacyjnej ze Związkiem Radzieckim w 1941 r., w wieku 20 lat. Pół roku po śmierci Anssiego, Kaarlo zmarł na raka prostaty. Hugo zmarł w 1944 r. na atak serca. Linkola miał starszą siostrę, Airę, i młodszego brata, Marttiego.
Po ukończeniu Helsingin Suomalainen Yhteiskoulu w 1950, Linkola przez pół roku studiował biologię, a następnie został pracownikiem naukowym. Mieszkał w Signilskär na Wyspach Alandzkich i prowadził obserwacje ornitologiczne. Choć był jednym z najbardziej znanych fińskich ornitologów, Linkola zrezygnował z kariery naukowej na rzecz surowego życia rybaka, ponieważ było to zgodne z jego poglądami. Zaangażował się w ruch ekologiczny "Ruch Koijärvi", który rozpoczął działalność w 1979 r., jednak jego poglądy okazały się zbyt radykalne dla głównego nurtu zielonej polityki.
W 1995 Linkola założył Fińską Fundację Dziedzictwa Naturalnego (Luonnonperintösäätiö), która koncentruje się na zachowaniu nielicznych starych lasów, które pozostały w południowej Finlandii, oraz na innych działaniach związanych z ochroną przyrody. Fundacja otrzymuje darowizny od osób prywatnych i firm, a następnie kupuje obszary leśne uznane za wystarczająco wyjątkowe, aby zasłużyć na ochronę. Do 2017 roku fundacja zakupiła 62 obszary chronione o łącznej powierzchni 145 hektarów. W 101. rocznicę uzyskania niepodległości przez Finlandię Linkola został ogłoszony zwycięzcą plebiscytu przeprowadzonego przez krajowego nadawcę Yle, mającego ustalić, kto zrobił najwięcej dla zachowania dziedzictwa przyrodniczego Finlandii.
Linkola był żonaty w latach 1961–1975, miał dwoje dzieci. Zmarł we śnie w swoim domu w Sääksmäki 5 kwietnia 2020 r.

## Poglądy
Poglądy Linkoli określano niekiedy jako „ekofaszystowskie”. Uważał demokrację za błąd i skłaniał się ku dyktaturze, sądził, że tylko radykalne zmiany mogą zapobiec ekologicznej zapaści. Twierdził, że populacje ludzkie na świecie, niezależnie od stopnia rozwoju, nie zasługują na przetrwanie kosztem biosfery jako całości. W maju 1994 roku Linkola znalazł się na pierwszej stronie The Wall Street Journal Europe. Powiedział, że jest za radykalnym zmniejszeniem światowej populacji i był cytowany za wypowiedź na temat przyszłej wojny światowej: „Gdyby istniał przycisk, który mógłbym nacisnąć, poświęciłbym się bez wahania, jeśli oznaczałoby to śmierć milionów ludzi”.
W swoich pismach Linkola opisuje w emocjonalnych szczegółach degradację środowiska, której był świadkiem. Toisinajattelijan päiväkirjasta z 1979 r. zadedykował niemieckim skrajnie lewicowym bojówkarzom: Andreasowi Baaderowi i Ulrike Meinhof, stwierdzając, że „to oni są drogowskazami, a nie Jezus z Nazaretu czy Albert Schweitzer”. Popierał akty terroryzmu, takie jak zamachy bombowe na pociągi w Madrycie w 2004 r., ponieważ postrzegał je jako zamęt dla społeczeństwa, które jest odpowiedzialne za degradację Ziemi. Zapytany w 2007 roku, dlaczego sam nie został terrorystą, Linkola odpowiedział, że brakuje mu zdolności i odwagi.
Linkola z zadowoleniem obserwował wzrost popularności szwedzkiej aktywistki Grety Thunberg. W wywiadzie stwierdził: „Bardzo uważnie śledzę to, co się o niej mówi. W końcu to nawet świetna dziewczyna na swój trochę szalony sposób. Zobaczymy, jak długo będzie mogła jeszcze walczyć”.

## Odbiór
W książce "Environmental Change and Foreign Policy: Theory and Practice, Mika Merviö, profesor stosunków międzynarodowych na Kibi International University, stwierdził, że podczas gdy większość fińskich ekologów dystansuje się od Linkoli, ci, którzy troszczą się o środowisko, chętnie czytają jego pisma. Merviö powiedział, że Linkola reprezentuje "bardzo fińską i mroczną wersję 'niewygodnej prawdy'".
Po śmierci Linkoli, urzędujący minister spraw zagranicznych Pekka Haavisto oraz minister środowiska i zmian klimatycznych Krista Mikkonen, oboje przynależący do Ligi Zielonych, złożyli kondolencje i pochwalili znaczące wysiłki Linkoli na rzecz ochrony przyrody. Haavisto powiedział, że Linkola wpłynął na pokolenia ekologów, i chociaż Linkola nie bronił praw człowieka, to nigdy nie było różnicy zdań na temat ochrony przyrody.